# Kinsky (cheval)
Vous lisez un « bon article » labellisé en 2017.
Pour les articles homonymes, voir Kinsky.
Le Kinsky (tchèque : kůň kinský) est une race de chevaux originaire de Tchéquie. Ce cheval porte le nom de la famille noble de Bohême qui a sélectionné la race dans ses haras de Chlumec nad Cidlinou, les Kinský. Il a été l'un des chevaux de race les plus populaires dans le monde à l'époque de son succès dans les steeple-chase, à la fin du XIXe siècle et au début du XXe siècle. L'arrivée du communisme entraîne la dispersion de ces chevaux dans toute l'Europe, après la saisie du haras de la famille Kinský. La race est néanmoins préservée et perdure jusqu'à nos jours, sous l'influence de nombreux croisements. 
Le Kinsky est caractérisé par ses capacités athlétiques, et par l'éclat souvent doré de sa robe, dû au gène Crème. Il forme un excellent cheval de sport, souvent employé pour l'instruction en centre équestre.

## Dénomination
En tchèque, le nom est kůň kinský, ce qui signifie littéralement « cheval de Kinsky ». La race a été surnommée autrefois le « cheval doré de la Bohême ». Elle doit son nom actuel à la famille Kinský, dont on retrouve trace à partir de 1205. Un autre nom employé en français, traduit du tchèque, est « Chlumec isabelle », en raison de la localisation des terres du comte Kinský à Chlumec nad Cidlinou en Bohême.

## Histoire

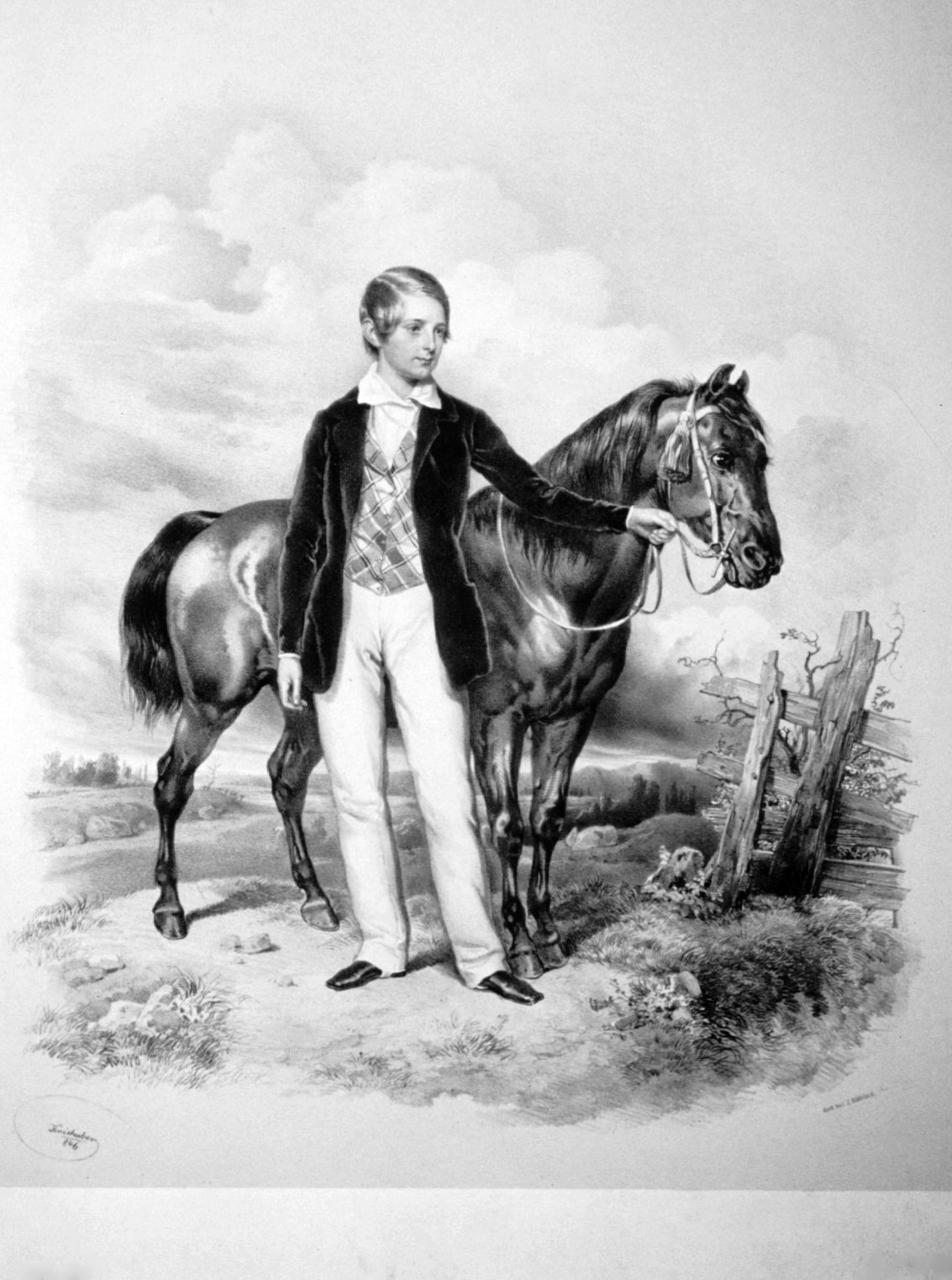
Ferdinand Bonaventura Kinský avec l'un de ses chevaux, d'après une lithographie de Josef Kriehuber, 1846

Bien que l'élevage soit une tradition ancienne, le Kinsky provient de très nombreux croisements récents. En 1776, le comte Kinský voyage en Angleterre pour y acquérir les meilleurs Pur-sangs qu'il puisse trouver. En 1813, la comtesse Kristina Kinský-Liechtenstein se rend à un congrès international à Vienne sur le dos d'un cheval doré de l'élevage familial. L’événement, largement signalé et commenté dans les sources de l’époque, entraîne une grosse demande de chevaux auprès de la famille Kinský, y compris en dehors de la Bohême. C'est finalement le comte Oktavian Kinský qui, dans les années 1830, crée un réel haras de « chevaux dorés ». La création du premier studbook de la race remonte à la naissance du poulain Themba 2, issu de deux géniteurs Pur Sang, dont la jument Themba. Ce poulain fut refusé du studbook anglais du Pur Sang à cause de sa couleur dorée. En réaction, Oktavian Kinský fonde son studbook, et inscrit la sélection de la race dans la recherche de la couleur. Il prend soin de noter le pedigree de tous ses animaux.
Grâce à ses fonctions de diplomate, il importe également les traditions anglaises, telles que la chasse au renard et les courses de steeple-chase en 1846. En 1874, la création du grand steeple chase de Pardubice donne l'occasion à la famille de faire briller les chevaux de son haras, qui remportent neuf fois la compétition. En 1883, la jument Zoedone voyage en Angleterre à Aintree et remporte le Grand National, montée par le comte Karel (Charles) Kinský,. En 1937, le steeple-chase de Pardubice est remporté pour la première fois par une femme jockey, la comtesse Lata Brandisová, qui monte une jument Kinsky, Norma,.
L'arrivée du communisme en 1948 est un désastre pour cet élevage, car les autorités de l'URSS saisissent tous les chevaux de la famille Kinský et interdisent la chasse au renard. L'élevage est dispersé à Kladruby nad Labem et dans d'autres haras nationaux tchèques. Un grand nombre de chevaux sont vendus hors de Tchécoslovaquie, en particulier en Allemagne, Autriche, Suisse, Angleterre, Belgique, et aux Pays-Bas. Certains représentants sont absorbés dans la race du Selle tchèque. Les effectifs se réduisent au point que le Kinsky a presque disparu dans les années 1950. Quelques chevaux subsistent grâce à des sympathisants de la famille, et remportent même certaines courses d'obstacles dans les années 1960 et 1980.
Le Kinsky rencontre une nouvelle vague de popularité de 1986 à 1991, grâce au Dr Norbert Zalis, qui crée une association de sympathisants, le club Equus Kinsky. La chute du communisme en 1989 entraîne l'érection de la race Kinsky au statut de trésor national. Pierre et Libuse Půlpánovým deviennent les propriétaires du troupeau reproducteur de référence en 1991. Le studbook moderne du Kinsky est re-créé en 2005.

## Description
La taille moyenne va de 1,65 m à 1,70 m selon le site web tchèque de l'association de la race, de 1,62 m à 1,75 m selon CAB International, de 1,57 m à 1,73 m selon le Guide Delachaux, pour une moyenne définie autour de 1,65 m. Le Kinsky ressemble extérieurement à un cheval de course ou un cheval de sport typique, et présente le patrimoine génétique classique des autres races sportives, n'étant distingué que par la couleur « dorée » de sa robe. La tête, sèche et légère, montre l'influence du Pur-sang, avec un profil rectiligne, des yeux expressifs, et de petites oreilles pointues. L'encolure est longue et légère, les épaules sont puissantes et musclées avec des omoplates en bonne place, le garrot est long et marqué, la croupe légèrement inclinée. Les jambes sont longues. La qualité des membres, terminés par des sabots plats et souvent clairs ou rayés, est réputée.
Bien qu'il soit surnommé le « cheval doré de la Bohême », seuls 40 % des chevaux portent en réalité cette robe « dorée », due à la présence du gène Crème. La couleur la plus classique est le palomino, caractérisé par une robe dorée et une crinière blanche. Il existe aussi des sujets alezans, bais et, plus rarement, noirs. Avant la découverte du mécanisme de transmission génétique de la robe, seuls les sujets réellement « dorés » (isabelle ou palomino) étaient connus comme des chevaux Kinsky.
La race est réputée agile, intelligente, opiniâtre et fougueuse, avec une bonne endurance. Le caractère est bon.
Il existe 7 lignées, chacune définie par une lettre (N, H, J, M, C, P et O) en fonction de l'étalon fondateur dont elle descend. L'association tchèque qui gère la race est la Svaz chovatelů koní Kinských (SCHKK ; Association des éleveurs de chevaux de Kinsky).

## Utilisations
Le Kinsky a été sélectionné historiquement sur ses capacités au saut et à la course, pour le cross-country, le steeple-chase et diverses épreuves d'équitation militaire. C'est désormais un cheval de sport, adapté au dressage et au saut d'obstacles. Il se retrouve aussi en polo, à l'attelage et pour la chasse à courre. Réputés faciles à monter, les Kinsky sont souvent utilisés comme chevaux d'école dans les centres équestres,, bien que d'autres sources estiment que leur tempérament fougueux ne les prédispose pas à être des chevaux de loisir. Les courses organisées dans le pays sont ouvertes aux chevaux de race Kinsky. Les jeunes juments Kinsky sont évaluées de 4 à 6 ans dans les disciplines équestres classiques (saut d'obstacles, dressage et polyvalence sous la selle) en collaboration avec la Fédération équestre de la République tchèque.

## Diffusion de l'élevage
Le Kinsky a été autrefois très populaire, mais la race est désormais peu connue hors de la Tchéquie,. Ce cheval y est protégé par les lois de conservation des races à faibles effectifs. Les relevés de populations transmis à la FAO en 2013 comptent entre 360 et 400 animaux, avec une tendance à la stabilité. En 2016, les effectifs sont estimés être sous les 400 individus. On compte 55 étalons reproducteurs et 275 juments inscrites dans le studbook. Les propriétaires tchèques détiennent en moyenne deux chevaux. L'étude menée par l'Université d'Uppsala, publiée en août 2010 pour la FAO, signale le Kinsky comme race locale dont le niveau de menace est inconnu.
La race est mise à l'honneur au haras de Kladruby nad Labem une fois tous les deux ans, attirant en moyenne 2 000 spectateurs. Elle a été exposée plusieurs fois en Allemagne, entre autres à Hambourg, à Berlin, et au salon Equitana.
Le magazine britannique Horse & Hound rapporte l'existence d'un élevage de Kinsky dans le comté de Kent en Angleterre, établi par une famille d'origine tchèque au début des années 2000.

## Dans la culture
La presse équestre et généraliste tchèque, mais aussi d'autres pays (Allemagne notamment) consacre régulièrement des articles et des photographies aux chevaux Kinsky. Des timbres tchèques ont été émis à l'effigie de la race.
La jument Zoedone, vainqueur du Grand National en 1883, est citée dans un roman de Claude Beddington.